# 한국농아인협회
한국농아인협회(韓國聾啞人協會, Korea Association of the Deaf)는 1946년에 설립된 보건복지부 산하 대한민국의 농아인 대표 단체이자 사단법인이다. 중앙회는 서울특별시 금천구 벚꽃로 234 에이스하이엔드타워 6차 11층 3호에 위치하고 있다. 

## 개요
농아인의 재활 및 자립을 도모하고 완전한 사회참여와 실현을 목적이다.

## 역사
- 1946년 6월 1일 자조자립단체 조선농아협회 창립
- 1948년 사회단체 대한농아협회로 명칭 변경
- 1980년 8월 30일 사단법인 한국농아복지회 설립 인가
- 1997년 5월 16일 사단법인 한국농아인협회로 명칭 변경

## 조직
- 회장
  - 대의원총회
  - 이사회
  - 고문, 감사
- 사무처
  - 광역 특별시,광역시 ,도 협회
  - 지역 시,군,구 지부
  - 농아노인회
  - 농아여성회
  - 농아청년회
  - 농아농미회
  - 농아인터넷방송(IDBN)
  - 자막방송지원센터
  - 중앙사업본부
- 총무부
- 기획부
- 정보방송부
- 수화정책사업부

## 협회/지부
- 서울특별시농아인협회
- 부산광역시농아인협회
- 대구광역시농아인협회
- 인천광역시농아인협회
- 광주광역시농아인협회
- 대전광역시농아인협회
- 울산광역시농아인협회
- 경기도농아인협회
- 강원특별자치도농아인협회
- 충청북도농아인협회
- 충청남도농아인협회
- 전라북도농아인협회
- 전라남도농아인협회
- 경상북도농아인협회
- 경상남도농아인협회
- 제주특별자치도농아인협회

## 같이 보기
- 농아
- 수화
- 한국 수어
- 장애인

## 교통편
- ● 수도권 전철 1호선 가산디지털단지역